# افرايم هارت (رجل أعمال)
افرايم هارت (بالإنجليزية: Ephraim Hart)‏ هو شخصية أعمال أمريكي، ولد في 1747، وتوفي في 16 يوليو 1825.